# 谢虹
谢虹（1965年—），湖北大悟人，汉族，中华人民共和国政治人物、第十二届全国人民代表大会解放军代表。
毕业于国防科技大学通信与电子系统专业。加入中国共产党。2013年，担任全国人大代表。